# لقاح انسان
باروری یا لقاح (به انگلیسی: Fertilization) در انسان از ترکیب تخمک و اسپرم حاصل می‌شود. لقاح معمولاً در آمپول لوله رحم رخ می‌دهد. نتیجه این ترکیب تولید یک زیگوت است که توسعه پیش از تولد خود را آغاز می‌کند. دانشمندان روند لقاح انسان را در قرن نوزدهم کشف کردند.
روند لقاح شامل ترکیب اسپرم با تخمک می‌باشد. این روند با انزال در طول جماع همراه با تخمک گذاری آغاز می‌شود و با لقاح پایان می‌یابد.
استثناهای مختلف در این روند امکان‌پذیر است، که از جمله آن‌ها می‌توان به تلقیح مصنوعی، لقاح آزمایشگاهی، انزال خارجی بدون جماع، یا جماع در مدت کوتاهی پس از تخمک‌گذاری اشاره کرد. در مواجهه با تخمک ثانویه، آکروزوم اسپرم آنزیمی تولید می‌کند که به آن اجازه می‌دهد تا پوشش ژله‌ای خارجی تخمک را سوراخ کند. سپس پلاسما اسپرم با غشای پلاسمایی تخمک در هم آمیخته می‌شود. پس از آن، سر اسپرم ارتباط خود را با تاژک خود قطع کرده و تخمک به حرکت خود در لوله فالوپ برای رسیدن به رحم ادامه می‌دهد.

واکنش آکروزومی

لقاح خارج رحمی (IVF) فرایندی است که طی آن سلول تخمک توسط اسپرم در خارج از رحم و در شرایط آزمایشگاهی بارور می‌شود.

## آناتومی

### تاج شعاعی
اسپرم از طریق تاج شعاعی به فولیکول ثانویه متصل می‌شود. تاج شعاعی یک لایه از سلول‌های فولیکولی در خارج از اووسیت ثانویه است. لقاح زمانی رخ می‌دهد که هسته هر دو سلول اسپرم و تخمک با هم ادغام شده و تشکیل یک سلول دیپلوئید به نام زیگوت دهند.

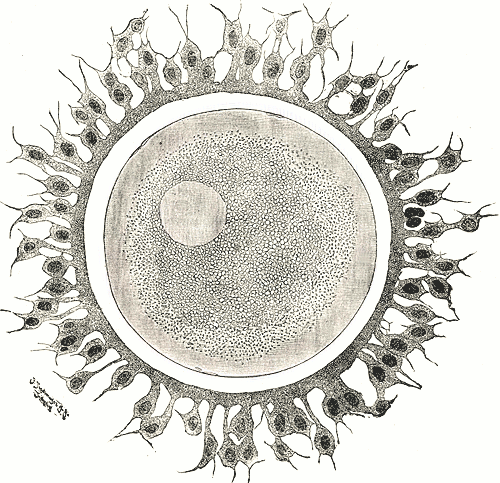
تاج شعاعی و ناحیه شفاف

### آماده‌سازی اسپرم
در آغاز روند لقاح، اسپرم تحت یک سری از تغییرات قرار می‌گیرد زیرا به عنوان اسپرم تازه انزال، قدرت باروری آن بسیار ضعیف است. اسپرم باید فرایند ظرفیت‌پذیری را در دستگاه تناسلی زن در عرض چند ساعتانجام دهد. این فرایند منجر به افزایش تحرک اسپرم و کاهش ثبات غشای آن جهت آماده‌سازی برای واکنش آکروزومی و نفوذ به درون غشای تخم و ناحیه شفاف که اووسیت را احاطه کرده‌است، می‌شود.

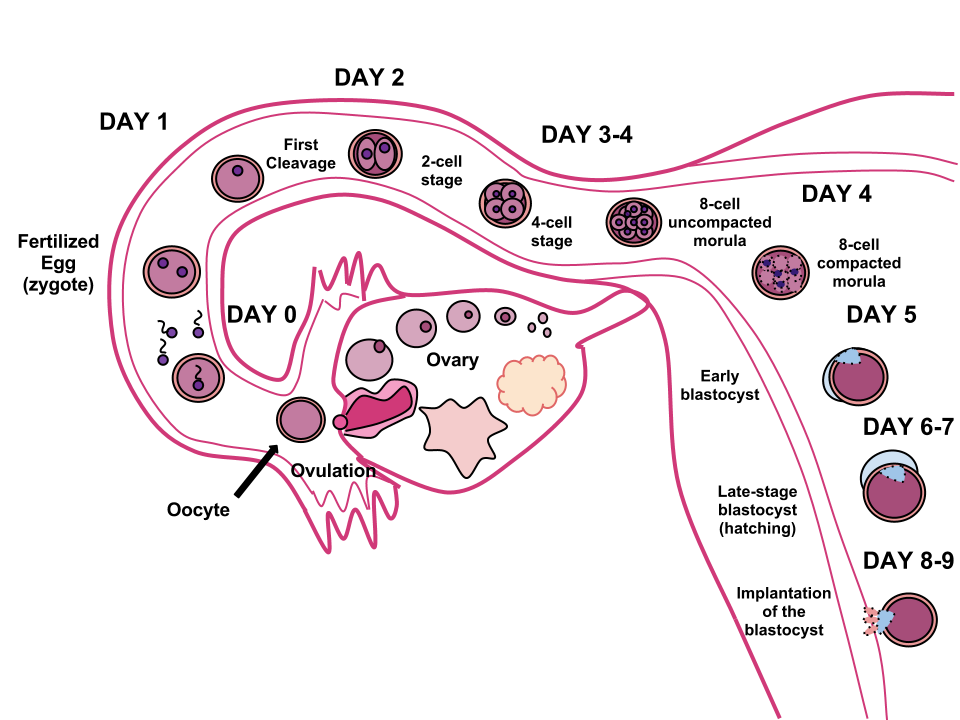
لقاح و جایگزینی در رحم انسان

### ناحیه شفاف
پس از اتصال به شعاع تاجی، اسپرم به ناحیه شفاف که یک ماتریکس خارج سلولی از گلیکوپروتئینها می‌باشد، می‌رسد. یک مولکول مکمل ویژه بر روی سطح سر اسپرم به یک گلیکوپروتئین ZP3 در پرده شفاف متصل می‌شود. این اتصال باعث آغاز شدن واکنش زنجیره‌ای آکروزومی می‌شود که طی آن، اسپرم از ناحیه شفاف عبور می‌کند.

### واکنش قشری
هنگامی که سلول‌های اسپرم در حال عبور از ناحیه شفاف هستند، واکنش قشری رخ می‌دهد. گرانولهای قشری در داخل تخمک ثانویه با غشای پلاسمایی سلول ادغام می‌شوند، که منجر به اگزوسیتوز آنزیم‌های درون این گرانولها به دورن فضای ناحیه شفاف می‌شود. آزاد شدن این آنزیم‌ها منجر به اتصال گلیکوپروتئین‌های درون ناحیه شفاف به هم می‌شود که طی این اتفاق، ماتریکس سفت و سخت شده و از نفوذ سایر اسپرم‌ها جلوگیری می‌کند.

## سن حاملگی
لقاح رایج‌ترین رویداد مارک نقطه صفر در توصیف توسعه قبل از تولد جنین یا جنین است که سن حاصل از آن به نام سن حاملگی شناخته می‌شود.
سن بارداری، در مقابل، آغاز آخرین دوره قاعدگی گذشته را به عنوان نقطه صفر در نظر می‌گیرد. طبق قرارداد، سن حاملگی با اضافه کردن ۱۴ روز به سن باروری محاسبه می‌شود.

## بیماری‌ها
اختلالات مختلف می‌تواند موجب ایجاد نقص در فرایند لقاح شوند.
پلی اسپرمی ناشی از لقاح یک تخمک با چند اسپرم می‌باشد.